# Шулетя (Васлуй)
Шулетя (рум. Șuletea) — коммуна в составе жудеца Васлуй (Румыния).

## Состав
В состав коммуны входят следующие населённые пункты (данные о населении за 2002 год):
- Шулетя (рум. Șuletea) — 1305 жителей
- Федешти (рум. Fedești) — 658 жителей
- Жидэлия (рум. Jigălia) — 295 жителей
- Рэшкани (рум. Rășcani) — 271 житель

## География
Коммуна расположена в 249 км к северо-востоку от Бухареста, 41 км к югу от Васлуя, 99 км к югу от Ясс, 96 км к северу от Галаца.

## Население
По данным переписи населения 2002 года в коммуне проживали 2529 человек.

### Национальный состав
| Национальность | Кол-во человек | Процент |
| -------------- | -------------- | ------- |
| Румыны         | 2529           | 100 %   |

### Родной язык
| Язык      | Кол-во человек | Процент |
| --------- | -------------- | ------- |
| Румынский | 2529           | 100 %   |

### Вероисповедание
| Вероисповедание | Кол-во человек | Процент |
| --------------- | -------------- | ------- |
| Православные    | 2524           | 99,8%   |
| Бретрены        | 5              | 0,2%    |

## Политика
По результатам местных выборов 2016 года, местный совет коммуны состоит из 11 депутатов следующих партий:
| Партия                          | Количество депутатов |
| ------------------------------- | -------------------- |
| Национальная либеральная партия | 6                    |
| Социал-демократическая партия   | 3                    |
| Альянс либералов и демократов   | 2                    |